# クルマンセイト・バトルハン

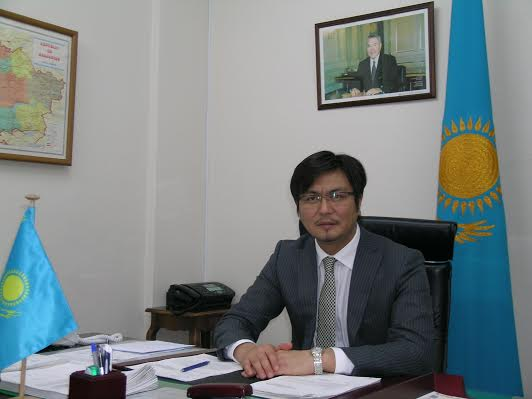
クルマンセイト・バトルハン

クルマンセイト・バトルハン（Батырхан Құрмансейіт, Батырхан Курмансеит, Batyrkhan KURMANSEIT、1975年7月1日 ）は、カザフスタンの外交官 (2級特命全権公使)、PhD (国際関係)、 L.N.グミリョフ・ユーラシア国立大学（Gumilyov Eurasian National University, ENU）の名誉教授 。

## 学歴
- 1995年07月 - 2001年06月 ： アル・ファラビ・カザフ民族大学（カザフ語版、英語版）東洋学部日本語学科卒業
- 1999年10月 - 2000年09月 ： 京都大学留学
- 2001年12月 - 2004年12月 ： アル・ファラビ・カザフ民族大学政治歴史学院入院
- 2004年 - 2006年 ： アルマティ中央アジア大学法律学部卒業
- 2011年04月 - ： 国士舘大学客員研究員
- 2016年09月 - ： 国士舘大学 博士号（PhD）を取得
- 2019年012月 - ： カザフスタン共和国文部科学省の学術委員会の決定により国際関係専門の博士号（PhD）を取得

## 職歴
- 2002年 - 2008年 ： 日本専門コンサルティング会社を設立・社長　(日系企業や国家機関など契約を委託契約を締結し、カザフスタン政府・国家機関などとの案件調査・プロジェクトコーディネートを実施)
- 2008年03月 ： カザフスタン共和国公務員国家試験合格

- 2008年05月 ： カザフスタン共和国外務省に二等書記官として入省
- 2008年11月 ： 在日カザフスタン共和国大使館に二等書記官として異動
- 2009年07月 ： 在日カザフスタン共和国大使館の一等書記官に昇格
- 2011年07月 ： 在日カザフスタン共和国大使館の参事官に昇格
- 2012年06月 ： 在日カザフスタン共和国大使館の公使参事官に昇格
- 2014年02月 ： カザフスタン共和国大統領府に異動
- 2014年03月 ： カザフスタン共和国大統領府・対外政策部・アジア室長に就任
- 2014年09月 ： カザフスタン共和国National Chamber of Entrepreneurs / Chamber of International Commerceアジア室長、カザフスタン日本経済委員会会長に就任
- 2015年07月 ： 日本外務省のカザフスタンにおけるインフラストラクチャーアドバイザー
- 2015年09月 ： 民間外交推進協会（FEC）のカザフスタンでのリエゾン・オフィサー
- 2017年05月 ： カザフスタン共和国南カザフスタン州政府起業復興・イノベーション発展局長に就任(南カザフスタン州が現在のトルキスタン州に変名した2018年5月にトルキスタン州の歴代初知事の顧問に就任)
- 2019年4月にカザフスタン共和国外務省の特使に就任
- 2021年8月に在日カザフスタン共和国大使館の公使参事官に再就任

## 資格・賞罰
- 1998年04月 ： 第2回アルマティ中央アジア諸国日本語弁論大会 1位（在カザフスタン日本国全権特命大使賞受賞）
- 1998年10月 ： 第11回モスクワ 全CIS諸国日本語弁論大会 1位（在ロシア日本国全権特命大使賞受賞）
- 2000年：日本語能力試験合格 1級
- 2009年04月 ： 第12回在日各国大使館員スピーチコンテスト 1位（日本国外務大臣賞受賞）
- 2012年04月 ： 第15回在日各国大使館員スピーチコンテスト 1位（日本国外務大臣賞受賞）
- 2013年07月 ： カザフスタン共和国外務大臣より「カザフスタン共和国の外交推進（日本国との関係強化）への貢献功労賞」受賞
- 2013年07月 ： カザフスタン共和国外務大臣より「カザフスタン共和国の外交推進（日本国との関係強化）への貢献功労賞」受賞
- 2018年06月 ： カザフスタン共和国南カザフスタン州知事より「州の発展への貢献功労賞」を受賞
- 2020年07月 ： カザフスタン共和国外務大臣より「カザフスタン共和国の外交推進への貢献功労賞」受賞